# Ocupação japonesa da Tailândia

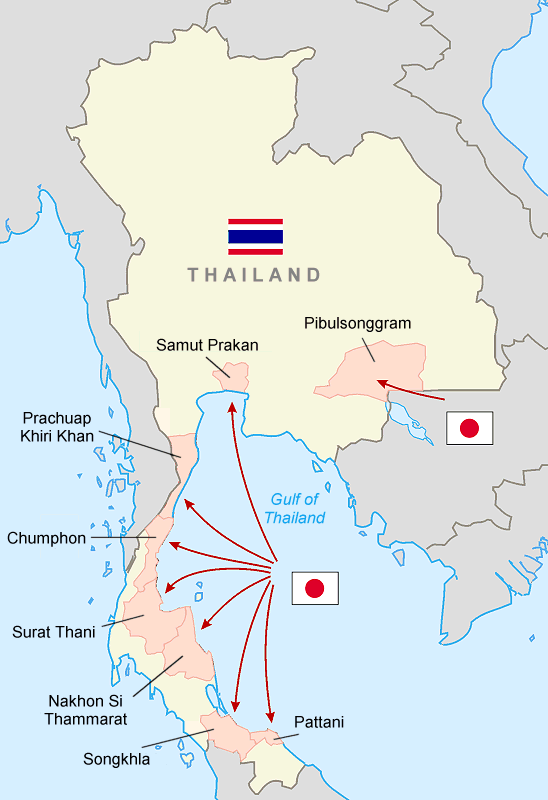
Mapa da invasão da Tailândia.

A Tailândia foi ocupada pelo Império do Japão durante a Segunda Guerra Mundial com a invasão de 1941 até a derrota do Japão em 1945. No início da Guerra do Pacífico, o Império Japonês contou com o apoio dos tailandeses para permitir a passagem de suas tropas a caminho para invadir a Birmânia e a Malásia ocupadas pela Grã-Bretanha. Isto não era popular com grande parte da população, mas o governo tailandês acreditava que era preferível a conquista japonesa. 
Embora a Tailândia permaneceu independente, com total controle sobre suas forças armadas e do Ministério do Interior, os japoneses desejavam um relacionamento bilateral substancialmente similar ao que tinha com o estado fantoche de Manchukuo, o que significava que as relações bilaterais entre os dois países raramente seriam mutuamente benéficas.  De fato, muitas das tropas japonesas guarnecidas em vários pontos do país viam a Tailândia como uma "colônia" em vez de um "aliado". 
Um movimento de resistência bem organizado, apoiado por oficiais do governo aliado com o regente Pridi Phanomyong estava em atividade desde 1942. Os partidários prestaram valiosos serviços de inteligência para os Aliados, e desempenharam atos de sabotagem, e em 1944 ajudaram a projetar a queda de Phibun. Por este motivo a Tailândia recebeu pouca punição pelo seu papel durante a Segunda Guerra. 